# تیز
تیز (انگلیسی: 'Tis) یک خودزندگی‌نامه و خاطراتی است که توسط فرانک مک‌کورت، آموزگار و نویسنده مشهور ایرلندی‌تبار آمریکایی از زمان گذراندن خود در آمریکا و در مورد نحوه زندگی در شهر نیویورک نوشته‌است.

این کتاب که در سال ۱۹۹۹ منتشر شد، از جایی آغاز می‌شود که مک کورت به کتاب «خاکسترهای آنجلا» پایان داد، اولین کتاب خاطرات او برنده جایزه ادبی پولیتزر شد که از دوران کودکی فقیرانه‌اش در ایرلند و بازگشتش به آمریکا روایت می‌کند. بخش سوم این خاطرات نیز با نام آقا معلم در سال ۲۰۰۵ منتشر گردید.

## ترجمه‌ها
این کتاب در ایران با عنوان «خاکسترهایت را به خانه برمی‌گردانم» توسط منیژه شیخ‌جوادی ترجمه شده و در سال ۱۳۸۳ نشر پیکان به چاپ رسانده‌است.